# كين ستيوارت (لاعب اتحاد الرغبي)
كين ستيوارت (بالإنجليزية: Ken Stewart)‏ هو لاعب اتحاد الرغبي نيوزيلندي، ولد في 3 يناير 1953 في Gore, New Zealand ‏ في نيوزيلندا.

## وصلات خارجية
- كين ستيوارت عل موقع إسبنسكروم (الإنجليزية)